# Ypsilonigaster
Ypsilonigaster – rodzaj błonkówek z rodziny męczelkowatych. Gatunkiem typowym jest Ypsilonigaster tiger.

## Zasięg występowania
Rodzaj obejmuje gatunki występujące w Afryce i Azji Południowo-Wschodniej.

## Biologia i ekologia
Żywiciele gatunków z tego rodzaju nie są znani.

## Gatunki
Do rodzaju zalicza się 6 opisanych gatunków (kilka gatunków jest nieopisanych):
- Ypsilonigaster bumbana (de Saeger, 1942)
- Ypsilonigaster naturalis Fernandez-Triana & Boudreault, 2018
- Ypsilonigaster pteroloba (de Saeger, 1944)
- Ypsilonigaster sharkeyi Fernandez-Triana & Boudreault, 2018
- Ypsilonigaster tiger Fernandez-Triana & Boudreault, 2018
- Ypsilonigaster zuparkoi Fernandez-Triana & Boudreault, 2018